# なぜか埼玉
「なぜか埼玉」（なぜかさいたま）は、さいたまんぞうのシングル曲。

## 解説
この曲は、1980年に「ベガー・ミュージックK.K.」と言うレーベルから自主製作盤を100枚作ったのが最初。当時、同レーベルでは既に栃木、群馬のご当地ソングを製作しており、この曲はその第3弾だった。
本曲の作詞・作曲を手掛けた秋川鮎舟は、同レーベルからの仕事を依頼されて活動している作家であり、この曲も「どうせシャレで作ったんだから、誰か適当な奴に歌わせようと思っていた」ということだったが、そんな時にさいたまんぞうが、たまたま同レーベル社長の菊池清明の元に顔を出したことから、さいたに歌わせようということになり、そうしたらたまたま音も合って「とぼけてて下手だし、ちょうどいいや」ということで、自主盤の製作に至ったという。
この曲は、歌を勉強している人や歌手を目指している人には歌わせず、本人も「演歌調の曲をこぶしをつけずに歌う」という条件で頼まれたということで、さいたはそれまで、人前で歌を歌ったことが無かったという。
1980年の12月になったら草野球シーズンも終わって、さいたも時間が空くようになったことから、埼玉県内のスナックを中心にキャンペーンで回ることになったが、「下手くそ」「埼玉を馬鹿にしてるのか」「おかま」など罵声を浴びせられたり、酒をかけられたりなど散々だったという。
この当時、新人がキャンペーンで回るのに1日4軒くらい回って50枚売れるのがざらだった時代に、この曲は7-8軒回って売れるのが12-13枚程度とさっぱりだった。しかし、この売れたレコードのうちの一枚が、「父親が飲み屋から持って帰って来た」というある高校生リスナーによってニッポン放送の『タモリのオールナイトニッポン』の「思想の無い歌」コーナーに送られ、また関東地方以外でもNHK-FM徳島で「下手くそで変な歌がある」と話題になり、ここでリクエストランキングのトップに躍り出たことがあった。
前述『思想の無い歌』コーナーの1981年2月26日放送の回で紹介されたことがきっかけとなって、問い合わせが関係各所に殺到し、その後この曲は1981年4月5日にフォーライフ・レコードから発売されて、メジャーデビューとなり、12万枚を売り上げるスマッシュヒットとなった（オリコンで残る記録では、最高位100位、登場週数1週、売り上げ2,000枚）。
フォーライフレコードによると、上野や錦糸町など東京・下町地域の有線ラジオ放送では、ほとんどでベスト10入りし、その後全国の有線でも上位に顔を出し始めていたという。
この曲はコミックソング扱いにされたことはあったが、さいたはこれについて「僕はコミックソングではなく、普通の演歌だと思っているんです。真面目に歌っているのになぜおかしいんですかね」と話していたことがあり、一方でこの曲の歌詞について「内容が何も無いでしょう」とも話している。
また、地元埼玉の反応について、「微妙な所もあって、反応も半分、半分でした」ということで、曲がヒットしたことで、若い女性が「埼玉から引っ越したい」と言い出したという記事が新聞に載ったことがあった一方で、お笑い心を持っているという人から「埼玉の詩を作ってくれてありがとう」とも言われたことがあったという。
またキャンペーンの一環でフォーライフの関係者が埼玉県庁に出向き「埼玉を歌った有名な歌手が埼玉から出るので、ぜひ知事さんのメッセージを」としてレコードを渡したが、数日後秘書課から「聴いてみたが、ああいう歌ではコメントは出来ない」という答えが返って来たという。なお、この曲の歌唱印税は、先述の「ベガー・ミュージックK.K.」の社長が全部、さいたに何の相談も無くフォーライフに売り渡したということで、渡されたのは月10万円の給料のみだったという。
なお、B面曲の「埼玉いろはづくし」の内容は、主に「埼玉埼玉、いー」「埼玉埼玉、ろー」と言ったことをいろは順に繰り返していくだけというものである。その後の“埼玉シリーズ”は「埼玉オリンピック音頭」「なぜか埼玉海がない」「雨の埼玉」と続いている。

## タイアップ
この曲は2019年2月22日に公開された映画『翔んで埼玉』で、挿入歌として使われている。この劇中で、本曲は3回登場している。2018年4月頃にこの作品の映画化の話をスポーツ新聞で見たさいたは自ら「BGMで使ってくれ」とこの曲を売り込んだが、既に脚本の段階でこの曲を使うことが決定していた。しかし、さいた本人にはその旨の連絡が全く来ていなかったという。しかも世代的に元々のこの曲を知らなかった観客が大半で、さいた曰くこの曲は圧倒的に「この映画のために作られた曲」と思われていたということで、さいた本人の好転には至らなかった。

## 収録曲
1. なぜか埼玉
2. 埼玉いろはづくし
全作詞・作曲：秋川鮎舟、編曲：小谷充

## リメイク
山田隆夫の二枚目のシングル『幸せのザブトン/なぜか埼玉』に収録される曲として、2001年11月21日に日本クラウンより発売された。当時浦和の公務員らが浦和の飲食店などを利用せず、夜の町が寂れていたということで、当時のテレビ埼玉ミュージック社長が浦和の街の活性化を目的として新バージョンとしてこの曲の製作を決定。オリジナルの歌詞に埼玉県内の全市町村名を盛り込み、ポップス・テクノ調の曲に仕上げている。